# 申屠建
申屠建（？—25年），中国两汉之际更始帝劉玄属下大臣。《东观汉记》作申屠志。

## 生平
| 姓名         | 申屠建                              |
| 時代         | 汉朝〔更始〕                        |
| 生没年       | 生年不詳 - 25年（更始三年）         |
| 字・別号     | 〔不詳〕                            |
| 出身地       | 〔不詳〕                            |
| 職官         | 绣衣御史〔更始〕→西屏大将軍〔更始〕 |
| 爵位・号等   | 平氏王〔更始〕                      |
| 陣营・所属等 | 更始帝                              |
| 家族・一族   | 〔不詳〕                            |

申屠建史書登場时，更始元年（23年）更始政权已经成立，他不是新市、下江、平林、舂陵诸軍出身，出身不明。《漢書》王莽传，申屠建跟随崔发研究《诗经》、富裕士大夫阶层出身可能性较高。
更始元年（23年）六月攻克宛城等地的劉縯（劉秀之兄）声望极高，更始政权諸将猜忌要謀害他。酒宴时，更始帝取劉縯的宝剑观看，这个機会，时任绣衣御史的申屠建以玉玦示意，催促更始帝殺害劉縯，当時更始帝没有下決断。最后，大司馬朱鲔、五威将軍李軼献计，誅殺了劉縯。
同年八月，申屠建任西屏大将軍，和丞相司直李松、赵萌一起，奉更始帝之命攻打常安。攻至武关，得到在三輔起兵的邓晔、于匡支援，申屠建破武关，攻入常安，斬王莽灭新朝。王憲先行入常安，自称漢大将軍，藏匿玉璽，霸占宮女，控制儀杖，被申屠建、趙萌誅殺。王宪被杀后，肃清三辅官民的风闻兴起。三辅各地起兵对抗更始帝军。申屠建不能全部镇压，更始二年（24年）二月，更始帝迁都长安，布告大赦，混乱也没有完全结束。
申屠建的业師、新朝大司空崔发归降申屠建，崔发为王莽即位正統化多有贡献，申屠建把崔发交给了丞相劉賜，崔发被处死。
申屠建、李松向更始帝送皇帝輿服，催促遷都長安，更始入長安，封申屠建为平氏王。
更始三年（25年）六月，更始政权重臣王匡被劉秀部将鄧禹打敗，赤眉軍同时西進，申屠建和王匡、张卬、廖湛、胡殷一起建议更始帝逃回南陽，更始帝不同意。申屠建、張卬、廖湛、胡殷、隗囂等人心怀不满，想要劫持更始帝，更始帝事前察知，传五人入宫，想要一起誅殺。張卬四人得知情況有变而逃走，只有申屠建进入宮廷内，被更始帝誅殺。

## 延伸阅读
[在维基数据编辑]